# گروه اکتشافی جنوبگان استرالیا

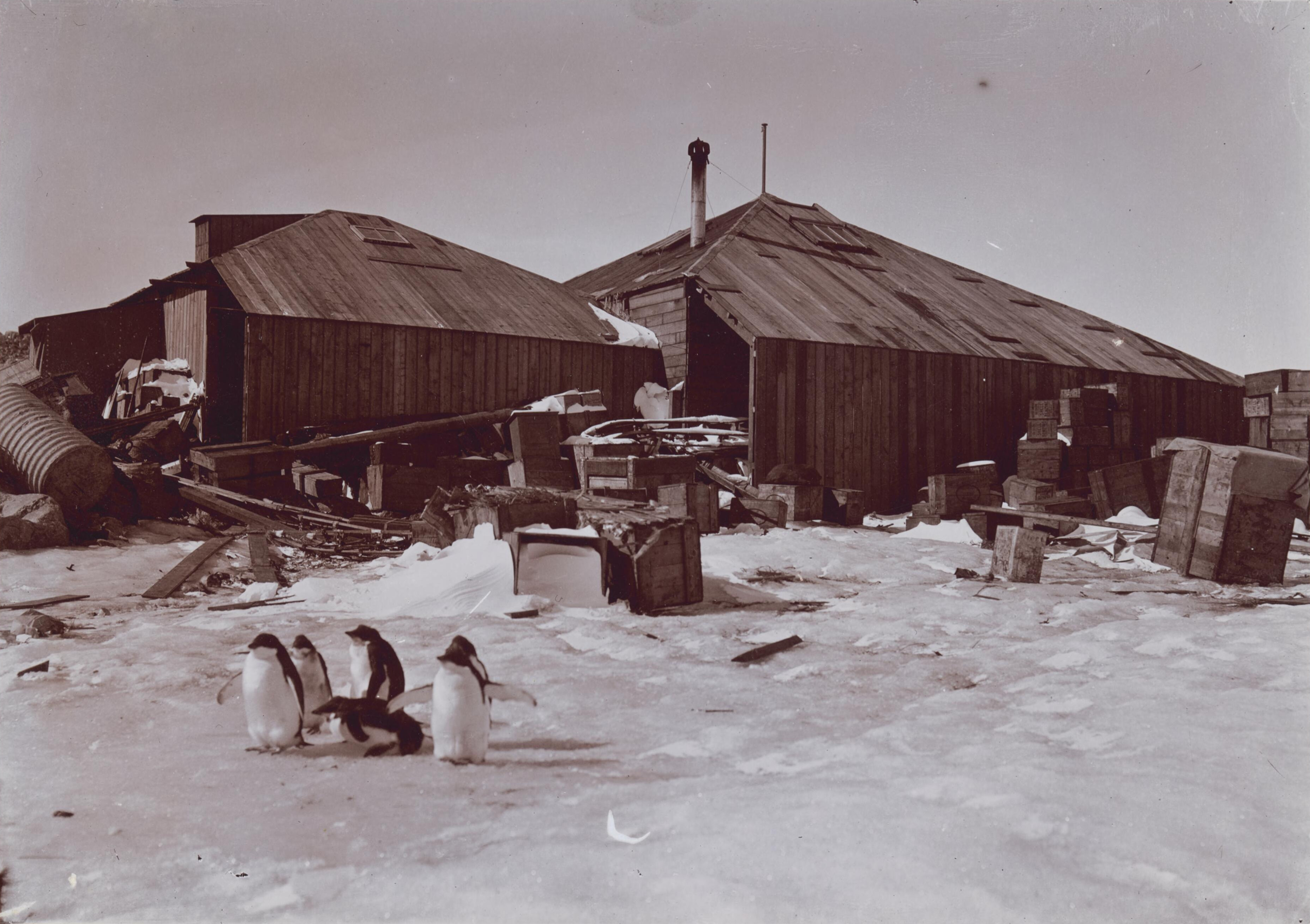
قرارگاه ماوسون

گروه اکتشافی جنوبگان استرالیا (انگلیسی: Australasian Antarctic Expedition) یک گروه مکتشف قطب جنوب جغرافیایی استرالیایی بود که توسط داگلاس ماوسون، مناطق جنوبی استرالیا را - که تا آن هنگام در حد زیادی ناشناخته بود - کاوش کرد. ماوسون از تجربیاتش در سفر با گروه اکتشافی نمرود به اتفاق ارنست شکلتون در سال‌های ۱۹۰۷ تا ۱۹۰۹ الهام گرفته بود.